# پتر مارتینسن
پتر مارتینسن (انگلیسی: Petter Martinsen; ۱۴ مهٔ ۱۸۸۷ – ۲۷ دسامبر ۱۹۷۲) ژیمناست هنری اهل نروژ بود.